# Francisco Pastrana
Francisco Pastrana (nacido el 13 de septiembre de 1979, en Buenos Aires, Argentina) es un exjugador de rugby y actual árbitro profesional de ese deporte, que representa a la unión de su país.

## Carrera como jugador
Hasta el 2003, jugó en el Hindú Club de Buenos Aires hasta que las lesiones lo obligaron a retirarse en el 2003.

## Carrera como árbitro
Pastrana comenzó a arbitrar en el 2004, actualmente se dedica de full time alcanzando a ser profesional, oficiando a través de muchos partidos. Su arbitraje internacional comenzó en el 2009, cuando arbitró un partido entre las selecciones juveniles M20 (menores de 20) de Kenia y los Estados Unidos en el marco de la fecha 20 del Trofeo Mundial de Rugby Juvenil del 2009. Ese mismo año, arbitró un partido por la clasificación al mundial de Nueva Zelanda 2011 entre Uruguay y los Estados Unidos. Más tarde, ofició de Touch en la final del repechaje a la Copa del Mundo de Rugby Repechaje entre Uruguay y Rumania.
En 2010, fue uno de los árbitros designados para arbitrar un partido en el Campeonato Mundial de Rugby Juvenil 2010, donde iba a arbitrar el 3.er puesto de play-off entre Inglaterra M20 y de Sudáfrica. Él participó en IRB 2011 e IRB Junior World Championship 2012. En 2011, arbitró un partido en el que Argentina de local enfrentó a los Barbarians franceses, aún no ha arbitrado un partido de Nivel 1, a pesar de que era un juez de touch durante el Torneo de las Seis Naciones 2013. Francisco Pastrana se convirtió en el primer extranjero en arbitrar un partido de Super Rugby, siendo su primer partido el clásico de Australia entre Melbourne Rebels y Queensland Reds.